# Jermaine Ellenkamp
Jermaine Ellenkamp (Hardenberg, 1 november 1993) is een Nederlands misdaadjournalist, verslaggever en columnist.
Ellenkamp is sinds 2022 actief als misdaadverslaggever bij het programma RTL Boulevard. Ook is hij regelmatig als reporter op pad om vanaf locatie reportages te maken en die te duiden in het programma. Achter de schermen is hij al sinds 2016 werkzaam als redacteur en verslaggever.
De journalist heeft journalistiek gestudeerd aan Hogeschool Windesheim in Zwolle.